# Liste des personnages de la Bible
- Haut – A
- B
- C
- D
- E
- F
- G
- H
- I
- J
- K
- L
- M
- N
- O
- P
- Q
- R
- S
- T
- U
- V
- W
- X
- Y
- Z

## A
- Aaron, frère de Moïse
- Abaddon
- Abagtha
- Abda
- Abdi
- Abdias, prophète
- Abdeel
- Abdiel
- Abdon
- Abdi
- Abed-nego
- Abel
- Abi
- Abi-Albon
- Abia
- Abiasaph
- Abiathar, grand-prêtre
- Abichaïl
- Abida
- Abidan
- Abiel
- Abiézer
- Abigaïl, épouse de David
- Abigaïl, fille de Jessé
- Abigal
- Abihu
- Abihud
- Abija
- Abijam, roi de Juda
- Abimaël
- Abimelec
- Abinadab
- Abinoam
- Abiram
- Abisag
- Abischaï
- Abischua
- Abischur
- Abithub
- Abithal
- Abiud
- Abner
- Abraham, fils de Terah
- Absalom
- Acan
- Achab, roi d'Israël
- Achaïcus, disciple
- Achaz, fils de Joatham et roi de Juda
- Achaz, fils de Josias et roi de Juda
- Achija de Silo, prophète
- Achimélech, grand-prêtre
- Achinoam
- Achitophel
- Adad-Idri
- Adam
- Adonias
- Agabus, prophète et disciple
- Agag
- Agar
- Aggée, prophète
- Agrippa I
- Agrippa II
- Akân (ou Acan)
- Akhsa
- Alcime, grand-prêtre
- Alexandre, fils de Simon de Cyrène
- Alphée
- Amalek
- Amasias, roi de Juda
- Ammihoud
- Amminadab
- Amnon
- Amon, roi de Juda
- Amos, prophète
- Amraphel
- Amram
- Anân
- Ananias
- Ananie
- Ananie, disciple
- Ananie
- André, apôtre
- Andronique, disciple
- Anges
- Anges buccinateurs
- Anne, mère de Marie
- Anne
- Anne, prophétesse
- Aphiach
- Apollos,disciple
- Aquila, mari de Priscille et disciple
- Archippe, disciple
- Ard
- Aréli
- Arétas IV
- Arioch d'Elassar
- Aristarque, disciple
- Arodi
- Arpakshad, fils de Sem
- Aristobule, disciple
- Artémas, disciple
- Asa, roi de Juda
- Aser
- Ashbel
- Ashhour
- Ashkenaz, fils de Gomère
- Ashshur, fils de Sem
- Asmodée
- Asrïel
- Assourbanipal ou Assurbanipal ou Asnappar
- Asnath
- Athalie, reine de Juda
- Aveugle de Bethsaïde, guéri par Jésus-Christ
- Azarias, compagnon du prophète Daniel
- Azarias, roi de Juda
- Azazel

## B
- Baal
- Baasa, roi d'Israël
- Barabbas
- Barac
- Barjésu
- Barnabé, disciple
- Barthélemy, apôtre
- Bartimée
- Bat Choua
- Becorath
- Béker, fils de Benjamin
- Béker, fils d'Éphraïm
- Béla
- Belzébuth
- Benaja
- Ben-Hadad Ier, roi d'Aram-Damas
- Ben-Hadad II, roi d'Aram-Damas
- Ben-Hadad III, roi d'Aram-Damas
- Benjamin
- Bérénice
- Beria
- Béséléel
- Bête de l'Apocalypse
- Bethsabée
- Betouel
- Bildad le Shuhite
- Bilha
- Bithiah
- Boaz ou Booz

## C
- Caïn
- Caïphe
- Caleb, fils de Jéphunné
- Caleb, fils de Hesron
- Canaan, fils de Cham
- Candace
- Cham, fils de Noé
- Chérubin
- Chusaï
- Claudia Procula, épouse de Ponce Pilate
- Cléophas
- Clopas, disciple
- Coré
- Corneille
- Craignant-Dieu
- Crescent, disciple

## D
- Dalila
- Damaris
- Dan
- Daniel
- Dathan
- David, roi
- Débora, prophétesse
- Denys l'Aréopagite
- Diable
- Dinah
- Disciples
- Dorcas
- Drusilla

## E
- Éber, fils de Shélah
- Éhi
- Éla, roi d'Israël
- Éléazar, fils d'Aaron
- Éliab
- Éliézer  (deux personnages différents)
- Éliézer de Damas
- Éliézer, fils de Moïse
- Éli, juge d'Israël
- Élie, prophète
- Élihu
- Éliphaz le Thémanite
- Élisabeth
- Élisabeth
- Élisée, prophète
- Élishama
- Elnathan, beau-père du roi Joiaqim
- Élôn
- Énoch ou Énosch ou Hénoch (trois personnages différents)
- Énosh
- Épaphras, disciple
- Épaphrodite, disciple
- Éphraïm
- Er
- Érân
- Éri
- Ésaïe ou Isaïe
- Ésaü
- Esdras
- Esther
- Étienne, disciple
- Etsbôn
- Eutyche, ressuscité par saint Paul
- Évangélistes
- Ève
- Évode, disciple
- Ézéchias, roi de Juda
- Ézéchiel, prophète

## F
- Felix
- Femme adultère
- Femme de l'Apocalypse
- Femme de Loth
- Femme hémorragique
- Fille de Jaïre, ressuscitée par Jésus-Christ
- Filles de Tselof'had
- Fils d'une veuve de Naïn et ressuscité par Jésus-Christ
- Fils prodigue, protagoniste d'une parabole
- Fortunatus, disciple

## G
- Gad
- Galaad
- Gamaliel
- Gabriel, archange
- Gédéon
- Gershom
- Gog
- Goliath
- Gomère, fils de Japhet
- Gouni
- Guéra
- Guershôn

## H
- Habacuc, prophète
- Haggui
- Haman
- Hammoléheth
- Hamul
- Hanok
- Haran, fils de Terah
- Hazaël, roi d'Aram-Damas
- Héber
- Hébrôn
- Héleq
- Hénoch (trois personnages différents)
- Hénoch, père d'Irad
- Hénoch, père de Mathusalem
- Hépher
- Héred
- Hérode
- Hérode Antipas
- Hérode Archélaos
- Hérode Philippe II
- Hérodiade
- Hérodiens
- Hérodion, disciple
- Hesron
- Het, fils de Canaan
- Hetsrôn
- Hira
- Hiram
- Holopherne
- Houldah, prophétesse
- Houppim
- Houshim
- Hur
- Hanania

## I
- Ibtsan
- Irad
- Isaac
- Isaïe ou Ésaïe, prophète
- Ish-boshet, roi d'Israël
- Israël
- Ismaël
- Issachar
- Ithamar

## J
- Jabal
- Jabin
- Jacob
- Jacques d'Alphée dit Jacques le Mineur, apôtre
- Jacques de Zébédée dit Jacques le Majeur, apôtre
- Jacques le Juste, disciple
- Jaïr, fils de Ségub
- Jaïr, juge
- Jaïr, père d'Elchanan
- Jaïr, père de Mardochée
- Japhet
- Jason, disciple
- Jason, grand-prêtre
- Jasub
- Jean, apôtre
- Jean le Baptiste
- Jeanne, femme de Chouza
- Jéhu, roi d'Israël
- Jeconiah, roi de Juda
- Jemima, fille de Job
- Jérahméel
- Jérémie, prophète
- Jéroboam Ier, roi d'Israël
- Jéroboam II, roi d'Israël
- Jessé
- Jésus de Nazareth
- Jethro
- Jézabel
- Joab
- Joachaz, roi d'Israël
- Joachaz, roi de Juda
- Joachim, père de Marie
- Joachin, roi de Juda
- Joad
- Joas, roi d'Israël
- Joas, roi de Juda
- Joatham
- Job
- Joël, prophète
- Joiaqim, roi de Juda
- Jonadab
- Jonas, prophète
- Jonathan
- Joram, roi d'Israël
- Joram, roi de Juda
- Josaphat, roi de Juda
- Joseph, frère de Jésus
- Joseph, protagoniste de l'histoire Joseph et la femme de Putiphar
- Joseph, père adoptif de Jésus
- Joseph d'Arimathie
- Joseph Barsabas, disciple
- Josias, roi de Juda
- Josué
- Josué, grand-prêtre
- Jotham (roi), roi de Juda
- Jubal
- Juda
- Juda Macchabée
- Judas le Galiléen
- Judas Iscariote, apôtre
- Jude, apôtre
- Jude, frère de Jésus
- Jude Barsabas, prophète
- Judith, dans le Livre de la Genèse ;
- Judith, dans le Livre de Judith ;
- Justus, disciple

## K
- Karmi
- Kénan
- Ketourah
- Ketsia (signifie « fesse de chameaux »
- Kéren Happuc, fille de Job
- Kezia, fille de Job
- Koush, fils de Cham

## L
- Laban
- Ladân, fils de Guershôn
- Ladân, fils de Tahân[1]
- Le bon larron
- Le mauvais larron
- Lazare de Béthanie, ressuscité par Jésus-Christ
- Lamech, descendant de Caïn
- Lamech, père de Noé
- Léa, première femme de Jacob
- Lévi
- Léviathan
- Libni
- Lin, disciple
- Longin le Centurion
- Loth
- Luc, disciple
- Lucifer
- Lydie
- Lysanias II
- La Sainte Vierge

## M
- Maacah
- Machir
- Madaï, fils de Japhet
- Madian
- Magog ,fils de Japhet
- Mahalalel
- Mahli
- Malachie, prophète
- Manassé, fils de Joseph
- Manassé, roi de Juda
- Manoach, père de Samson
- Marc, disciple
- Mardochée
- Marie, mère de Jacques
- Marie, mère de Jésus
- Marie de Béthanie
- Marie de Magdala ou Marie-Madeleine
- Marie de Rome
- Marie Jacobé
- Matriarches
- Marie Salomé
- Marthe
- Mathusalem
- Matthias, apôtre
- Matthieu, apôtre
- Méhujaël
- Melchiel
- Melchisédech
- Ménahem, roi d'Israël
- Mephibosheth
- Merari
- Meshach
- Mèshek, fils de Japhet
- Méthusaël
- Michée, prophète
- Michel, archange
- Mikhal
- Misaël
- Misraïm, fils de Cham
- Moab
- Mouppim
- Moushi
- Myriam
- Moïse

## N
- Naaman
- Naamân
- Naboth
- Nadab, fils de Jéroboam Ier et roi d'Israël
- Nadab, fils d'Aaron
- Nahama
- Nahash
- Nahor, fils de Seroug et père de Terah
- Nahor, fils de Terah
- Nahshon
- Nahum, prophète
- Naomi
- Nabuchodonosor
- Nathan
- Nathan, prophète
- Nathanaël
- Néhémie
- Nephilim
- Nephtali
- Nicanor, disciple
- Nicodème
- Nicolas
- Nimrod, fils de Koush
- Noadia, prophétesse
- Noé
- Noéman
- Noun

## O
- Obed
- Ochozias, roi d'Israël
- Ochozias, roi de Juda
- Ohad
- Ohola
- Oholiba
- Olympas, disciple
- Omri, roi d'Israël
- Onan
- Onésime, disciple
- Onésiphore, disciple
- Osée, prophète
- Osée, roi d'Israël
- Osnappar
- Othoniel
- Ouzziël
- Ozias, roi de Juda

## P
- Pallou
- Parménas, disciple
- Patriarches
- Paul
- Péleg, fils d'Eber
- Peqah, roi d'Israël
- Peqahya, roi d'Israël
- Pharisiens
- Philémon, disciple
- Philippe, apôtre
- Philippe, diacre et disciple
- Phœbé de Cenchrée
- Photine la Samaritaine rencontrée par Jésus-Christ
- Phua
- Pierre, apôtre
- Ponce Pilate
- Postagioparque
- Potiphar
- Poua, sage-femme
- Pout, fils de Cham
- Proches de Jésus
- Prochore, disciple
- Priscille, épouse d'Aquila
- Procula, épouse de Ponce Pilate

## Q
- Qehath
- Quetoura, deuxième femme d'Abraham
- Quadratus, disciple
- Quartus, disciple
- Quatre Cavaliers de l'Apocalypse
- Quirinius
- Quish, fils d'Abiel

•Keren/qeren

## R
- Rachel
- Rahab
- Ram
- Rama, fils de Koush
- Raphael, archange
- Rebecca
- Reine de Saba
- Réou, fils de Péleg
- Riphath, fils de Gomère
- Roboam, roi de Juda
- Rois mages
- Rosh
- Ruben
- Ruth

## S
- Sadducéens
- Sadoq
- Salmôn
- Salomé la Myrophore ou Marie Salomé
- Salomé, fille d'Hérodiade
- Salomon, roi
- Samaritains
- Samuel, prophète
- Samson
- Sanballat
- Sanhédrin
- Sarah, fille de Terah
- Satan
- Saül, roi d'Israël
- Saül (voir Paul)
- Seba, fils de Koush
- Sédécias, roi de Juda
- Ségub
- Septante disciples
- Séraphin
- Scribe
- Sem, fils de Noé
- Semron
- Séphora
- Serah
- Séred
- Seroug, fils de Réou
- Seth
- Shadrach
- Shallum, roi d'Israël
- Shaoul
- Shèkem
- Shelah fils d’Judah
- Shemida
- Shillem
- Shiméi
- Shipra, sage-femme
- Shouni
- Shouthélah
- Sidoine d'Aix, l'aveugle-né
- Silas, prophète et disciple
- Siméon
- Siméon, disciple
- Siméon de Jérusalem
- Simon (voir Pierre)
- Simon de Cyrène
- Simon, frère de Jésus
- Simon le Magicien
- Simon le Zélote ou Simon le Cananéen, apôtre
- Sophonie, prophète
- Sorcière d'Endor
- Sosipater, disciple
- Stachys, disciple
- Suzanne, disciple de Jésus
- Suzanne, protagoniste de l'histoire Suzanne et les Vieillards
- Syméon

## T
- Tabitha, ressuscitée par l'apôtre Pierre
- Tahân, fils d'Éphraïm
- Tahân, fils de Télah[1]
- Tamar, fille de David
- Tamar, protagoniste de l'histoire de Juda et Tamar
- Télah
- Terah, fils de Nahor
- Tertius, disciple
- Thaddée
- Thaddée, disciple
- Tharbis
- Thola, juge
- Thola, fils d'Issachar
- Thomas ou Dydime, apôtre
- Tibère
- Tibni
- Timon, disciple
- Timothée, disciple
- Tiras, fils de Japhet
- Tite, disciple
- Tobie
- Togarma, fils de Gomère
- Trônes
- Trophime, disciple
- Tselophehad
- Tseror
- Tsidone, fils de Canaan
- Tsiphiôn
- Tsohar
- Tubal, fils de Japhet
- Tubal-Caïn
- Tychique, disciple

## U
- Uriel, archange
- Urie le Hittite

## V
- Vashti
- Veuve de Sarepta

## X
- Xerxès Ier

## Y
- Yaël
- Yahléel
- Yahtséel
- Yakîn
- Yamîn
- Yared
- Yahweh
- Yavane, fils de Japhet
- Yemouël
- Yétser
- Yimna
- Yishva
- Yishvi
- Yitsehar
- Yokébed
- Yoktan, fils d'Eber

## Z
- Zabulon
- Zacharie (prophète), prophète
- Zacharie (père de Jean le Baptiste)
- Zacharie, roi d'Israël
- Zachée
- Zébédée
- Zélotes
- Zérah, fils de Juda
- Zeresh
- Zilpa
- Zimri, roi d'Israël